# یمن در بازی‌های آسیایی ۲۰۲۲
یمن در بازی‌های آسیایی ۲۰۲۲ در هانگژو، ژجیانگ، چین، که در ۲۳ سپتامبر ۲۰۲۳ آغاز شد و تا ۲۳ اکتبر ۲۰۲۳ ادامه داشت، شرکت کرد. این رویداد برای برگزاری در سپتامبر ۲۰۲۲ برنامه‌ریزی شده بود، اما به دلیل افزایش موارد ابتلا به کووید-۱۹ در چین به تعویق افتاد. این رویداد سپس مجدداً برای برگزاری در سپتامبر–اکتبر ۲۰۲۳ برنامه‌ریزی شد.

## ووشو
ساندا
| ورزشکار                    | رویداد           | یک شانزدهم         | یک چهارم نهایی | نیمه‌نهایی    | نهایی        | نهایی     |
| ورزشکار                    | رویداد           | امتیاز مخالف       | امتیاز مخالف   | امتیاز مخالف | امتیاز مخالف | رتبه      |
| -------------------------- | ---------------- | ------------------ | -------------- | ------------ | ------------ | --------- |
| طروت محیوب علی ناجی السندی | ۵۶ کیلوگرم مردان | هونگ (KOR) · L ۰–۲ | راه نیافت      | راه نیافت    | راه نیافت    | راه نیافت |
| یوسف احمد سعد اسکندر       | ۶۰ کیلوگرم مردان | پناهی (IRI) · L PD | راه نیافت      | راه نیافت    | راه نیافت    | راه نیافت |